# 순복음
순복음(純福音, Full Gospel)이란 개신교 중 19세기에 기원한 카리스마적 기독교나 복음주의 운동의 교리를 묘사하기 위해 사용되는 용어다. 순복음은 미국 내전 이후 아르미니우스주의 성결 운동, 특히 기독선교동맹의 앨버트 벤저민 심슨에게서 비롯되었다.
"순복음"이라는 말 자체는 로마서 15장 18-19절을 말한다. “그리스도께서 이방인들을 순종케 하기 위하여 나로 말미암아 말과 일이며 표적과 기사의 능력이며 성령의 능력으로 역사하신 것 외에는 내가 감히 말하지 아니하노라. 이 일로 인하여 내가 예루살렘으로부터 두루 행하여 일루리곤까지 그리스도의 복음을 편만하게 전하였노라(fully preached the gospel).”